# Düsseldorf Challenger 2006
Il Düsseldorf Challenger 2006 è stato un torneo di tennis facente parte della categoria ATP Challenger Series nell'ambito dell'ATP Challenger Series 2006. Il torneo si è giocato a Düsseldorf in Germania dal 4 al 10 settembre 2006 su campi in terra rossa.

## Vincitori

### Singolare
Evgenij Korolëv ha battuto in finale  Andreas Vinciguerra con il punteggio di 7–6(4), 6–3

### Doppio
Hugo Armando /  Tomas Behrend hanno battuto in finale  Simon Greul /  Evgenij Korolëv con il punteggio di 6–1, 4–6, [10-4]